# Emmesomyia sublongipes
Emmesomyia sublongipes är en tvåvingeart som beskrevs av Ackland 1995. Emmesomyia sublongipes ingår i släktet Emmesomyia och familjen blomsterflugor. Inga underarter finns listade i Catalogue of Life.